# Хаббард, Гленн
Гленн Хаббард (англ. R. Glenn Hubbard; 4 сентября 1958, Орландо) — американский экономист.
Бакалавр (1979) университета Центральной Флориды, магистр (1981) и доктор философии (1983) Гарварда. Преподавал в Северо-Западном (1983—1988) и Колумбийском (с 1988) университетах.
Председатель совета экономических консультантов при президенте США (2001—2003).
В 2004–2019 возглавлял школу бизнеса Колумбийского университета.

## Основные произведения
- «Деньги, финансовая система и экономика» (Money, the Financial System, and the Economy, 1994);
- «Телекоммуникации, Интернет и издержки капитала» (Telecommunications, the Internet, and the Cost of Capital, 2000).
- Seeds of Destruction (в соавторстве с П. Наварро, 2010)